# NGC 5775
NGC 5775 é uma galáxia espiral barrada (SBc) localizada na direcção da constelação de Virgo. Possui uma declinação de +03° 32' 42" e uma ascensão recta de 14 horas, 53 minutos e 57,4 segundos.
A galáxia NGC 5775 foi descoberta em 20 de Setembro de 1786 por William Herschel.